# Trey Anastasio
Trey Anastasio (nacido Ernest Joseph Anastasio III el 30 de septiembre de 1964) es un guitarrista, compositor y cantante estadounidense, conocido por ser el líder de la banda de rock Phish. Su nombre aparece en los créditos de 152 canciones de Phish, 140 de ellas como único compositor, además de 41 canciones en la que se atribuye la composición a toda la banda. Se posicionó en el puesto número 73 de la lista de la lista de los 100 guitarristas más grandes de todos los tiempos de la revista Rolling Stone.

## Discografía

### Álbumes de estudio
- One Man's Trash (27 de octubre de 1998)
- Trampled By Lambs and Pecked by the Dove (con Tom Marshall) (1 de noviembre de 2000)
- Trey Anastasio (30 de abril de 2002)
- Seis De Mayo (6 de abril de 2004)
- Shine (1 de noviembre de 2005)
- Bar 17 (3 de octubre de 2006)
- The Horseshoe Curve (24 de julio de 2007)
- Time Turns Elastic (12 de mayo de 2009)

### Álbumes en directo
- Plasma (29 de abril de 2003)
- Original Boardwalk Style (10 de junio de 2008)

### EP
- Live in Chicago (1 de noviembre de 2005) (como bonus con Shine)
- 18 Steps (3 de octubre de 2006) (como bonus con Bar 17 y como descarga)
- Live in New York City 12-31-05 (2006) (como bonus con Bar 17)
- The Lucius Beebe EP (24 de julio de 2007) (como bonus con The Horseshoe Curve).

### DVD
- Trey Anastasio with Special Guests Carlos Santana (2004, grabado en San Francisco el 31 de mayo de 2003)

### VHS
- Vermont Youth Orchestra with Trey Anastasio & Ernie Stires (2001, grabado en Flynn Theater, Burlington el 4 de febrero de 2001)

### TV
- Inside Out: Trey and Dave Go to Africa (2004, documental sobre Senegal, África con Dave Matthews y Orchestra Baobab)